# Porcupine Tree
Porcupine Tree – brytyjski zespół muzyczny grający rocka progresywnego założony w Londynie w 1987 przez Stevena Wilsona.

## Historia
Muzyka grupy początkowo przypominała niektórym twórczość Pink Floyd z „kosmicznego” okresu, lecz brzmiała znacznie nowocześniej. Nawet na pojedynczych płytach potrafiła przekraczać gatunki dotykając niezliczonych stylów muzycznych – bywała zarówno nastrojowa, relaksująca i stonowana, jak również, zwłaszcza na nowszych płytach, dynamiczna i ostra. W dorobku grupy nie brakuje tak kilkunastominutowych, kompozycyjnie i brzmieniowo rozbudowanych utworów bliskich rockowi eksperymentalnemu, jak i niezliczonych prostych piosenek opartych na kilku akordach gitary akustycznej i chwytliwej melodii wokalu. W dyskografii Porcupine Tree widoczne są także odwołania do niemal wszystkich gatunków muzycznych – od muzyki poważnej (Oceans Have No Memory) i jazzu (Don’t Hate Me) poczynając, przez elektronikę i ambient (np. albumy Voyage 34 oraz Signify), a na ekstremalnym metalu kończąc (ostatnie albumy). Członkowie grupy niekiedy nieco żartobliwie czerpali z narkotycznych doświadczeń muzyków lat 60. XX w. (Voyage 34).
Grupa nagrywała płyty długogrające przeciętnie co dwa-trzy lata i często koncertowała, także w Polsce, która była jednym z pierwszych krajów świata, gdzie Porcupine Tree zdobyło szerszą popularność, na długo zanim zespół podpisał kontrakt z wielką wytwórnią Lava/Atlantic. Później zespół wydawał swoje płyty w wytwórni Roadrunner Records.
Muzycy grupy poświęcają się też licznym pobocznym projektom, szczególnie dorobek Stevena Wilsona jest imponujący – wydaje płyty pod takimi szyldami jak No-Man, pop-rockowy Blackfield, ambientowe Bass Communion i Continuum czy awangardowy I.E.M.
W 2007 promując swoją najnowszą płytę muzycy Porcupine Tree trzykrotnie wystąpili w Polsce. 6 lipca zagrali w warszawskiej „Stodole”, dzień później w Hali „Wisły” w Krakowie, gdzie ostatni album „Fear of a Blank Planet” zagrany został w całości w takiej samej kolejności utworów, jak na płycie. 28 listopada zespół powrócił na trzeci występ w poznańskiej „Arenie”, podczas którego zafundował fanom szerszą niż zwykle retrospektywę materiału z wcześniejszych albumów.
14 września 2009 ukazał się album grupy „The Incident”. Jeszcze we wrześniu rozpoczęła się amerykańska część trasy koncertowej promującej najnowsze wydawnictwo. Europejska część trasy, w ramach której grupa wystąpiła 28 października w Hali Orbita we Wrocławiu, rozpoczęła się w październiku. W czasie europejskiej serii koncertów, występy Porcupine Tree otwierali tacy artyści jak: Stick Men, Katatonia, Robert Fripp oraz Rose Kemp (m.in. we Wrocławiu). Podczas tej trasy każdy koncert był podzielony na dwie części: w pierwszej grano cały nowy album, w drugiej starsze utwory.
W kwietniu 2013 zespół oficjalnie zawiesił działalność na czas nieokreślony ze względu na poświęcenie się Stevena Wilsona swojej solowej karierze.
1 listopada 2021 zespół ogłosił powrót w składzie: Wilson, Barbieri, Harrison. Zapowiedziano wydanie 24 czerwca 2022 nowej płyty – Closure/Continuation.

## Dyskografia

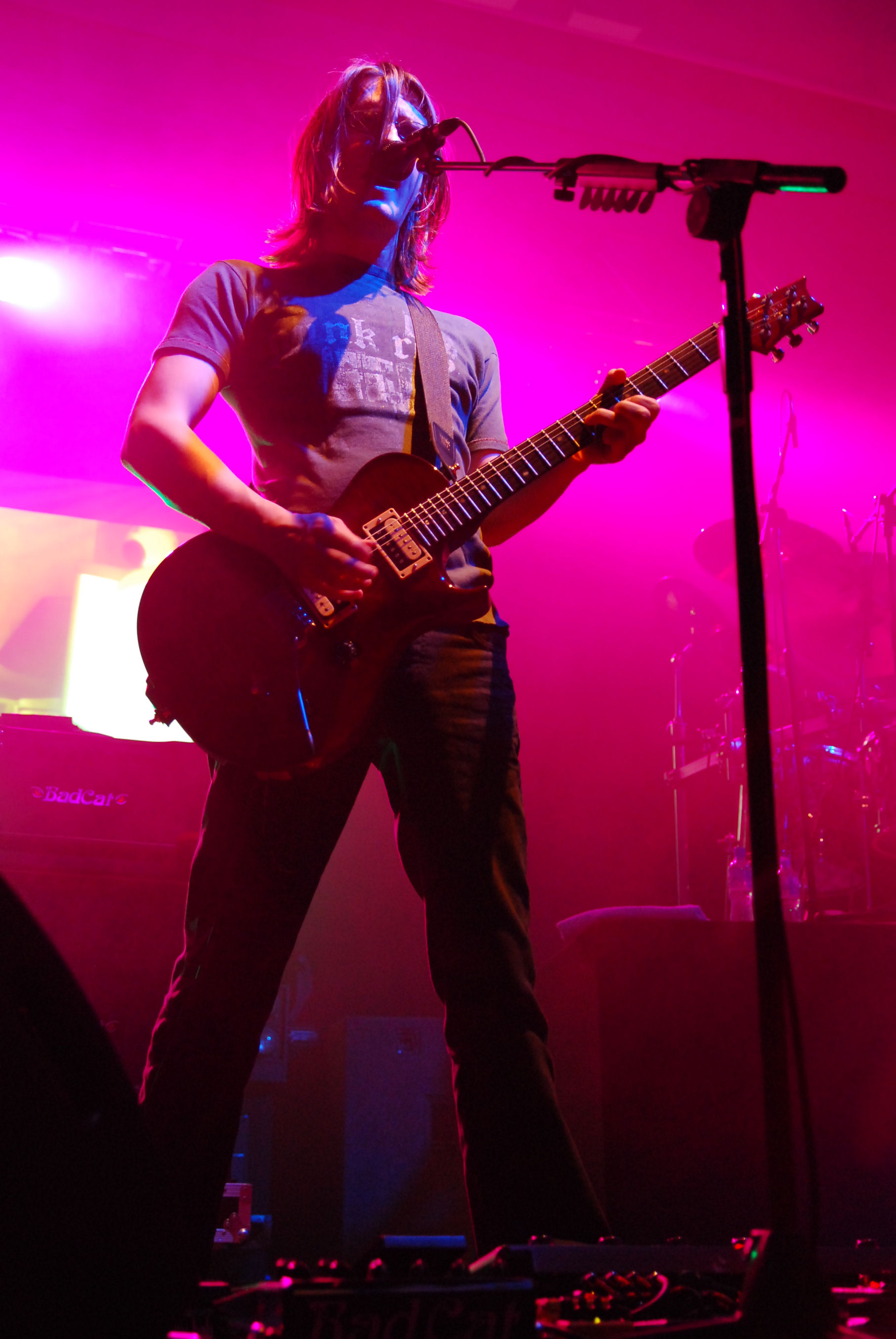
Steven Wilson, 7 lipca 2007

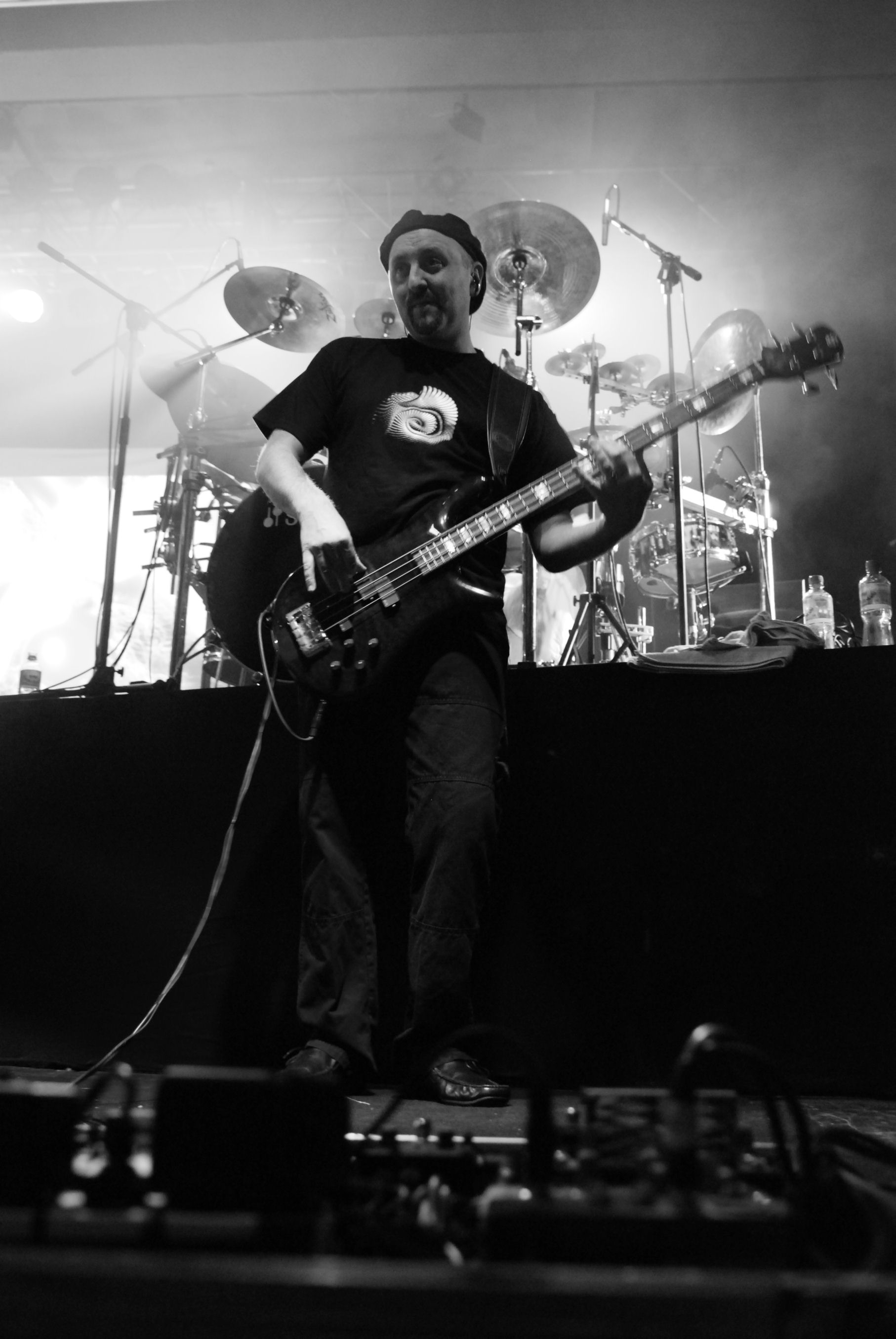
Colin Edwin, 7 lipca 2007

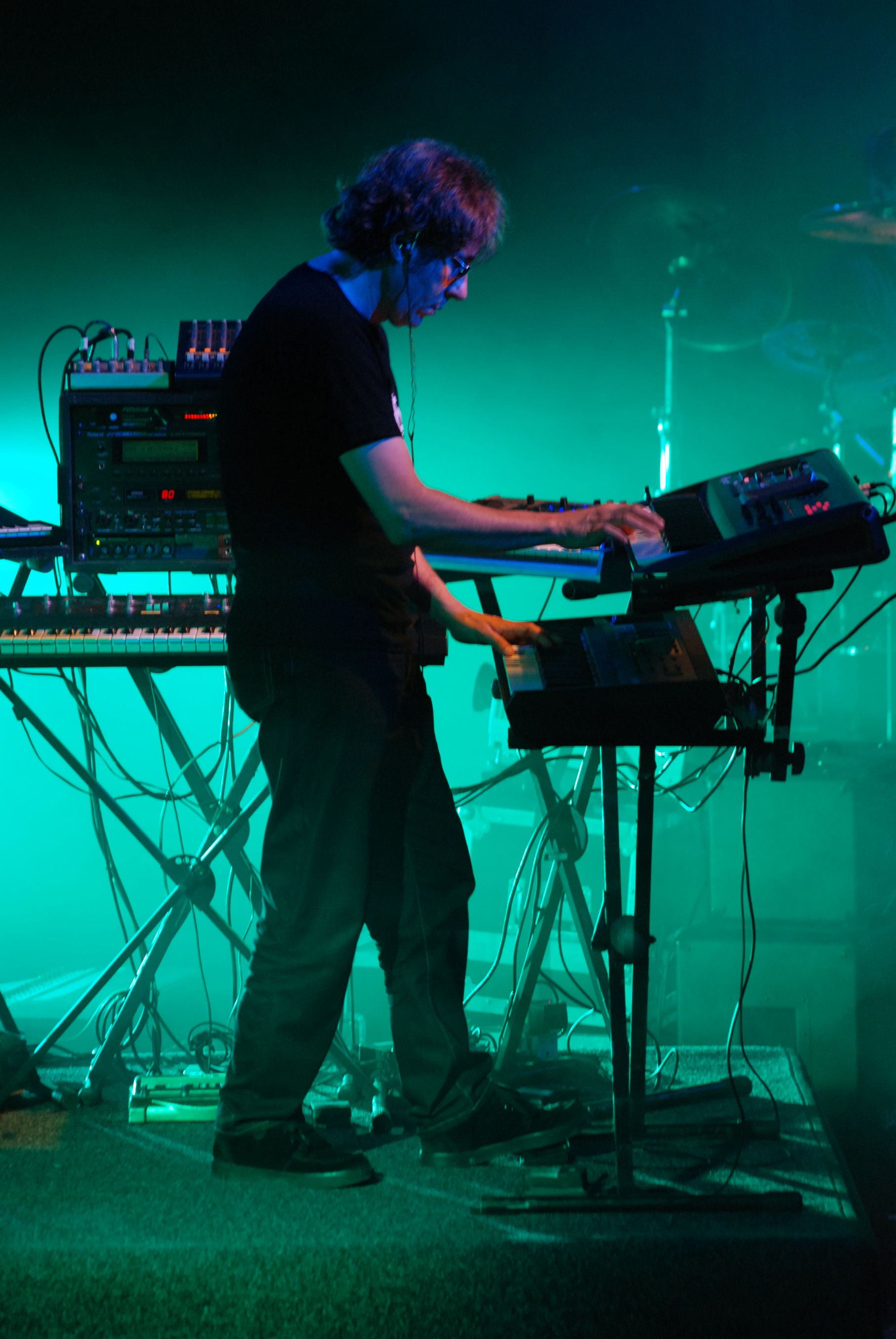
Richard Barbieri, 7 lipca 2007

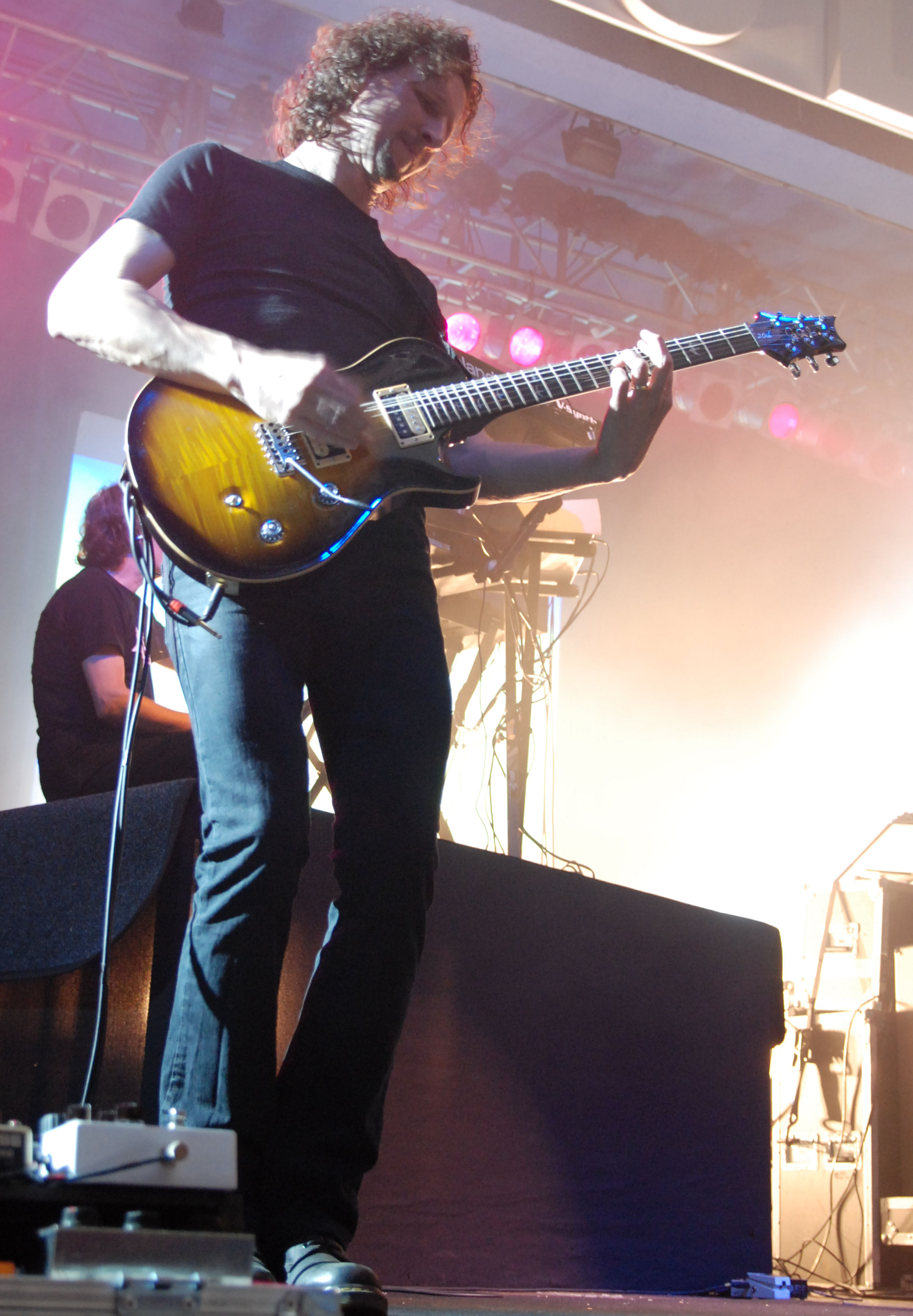
John Wesley, 7 lipca 2007

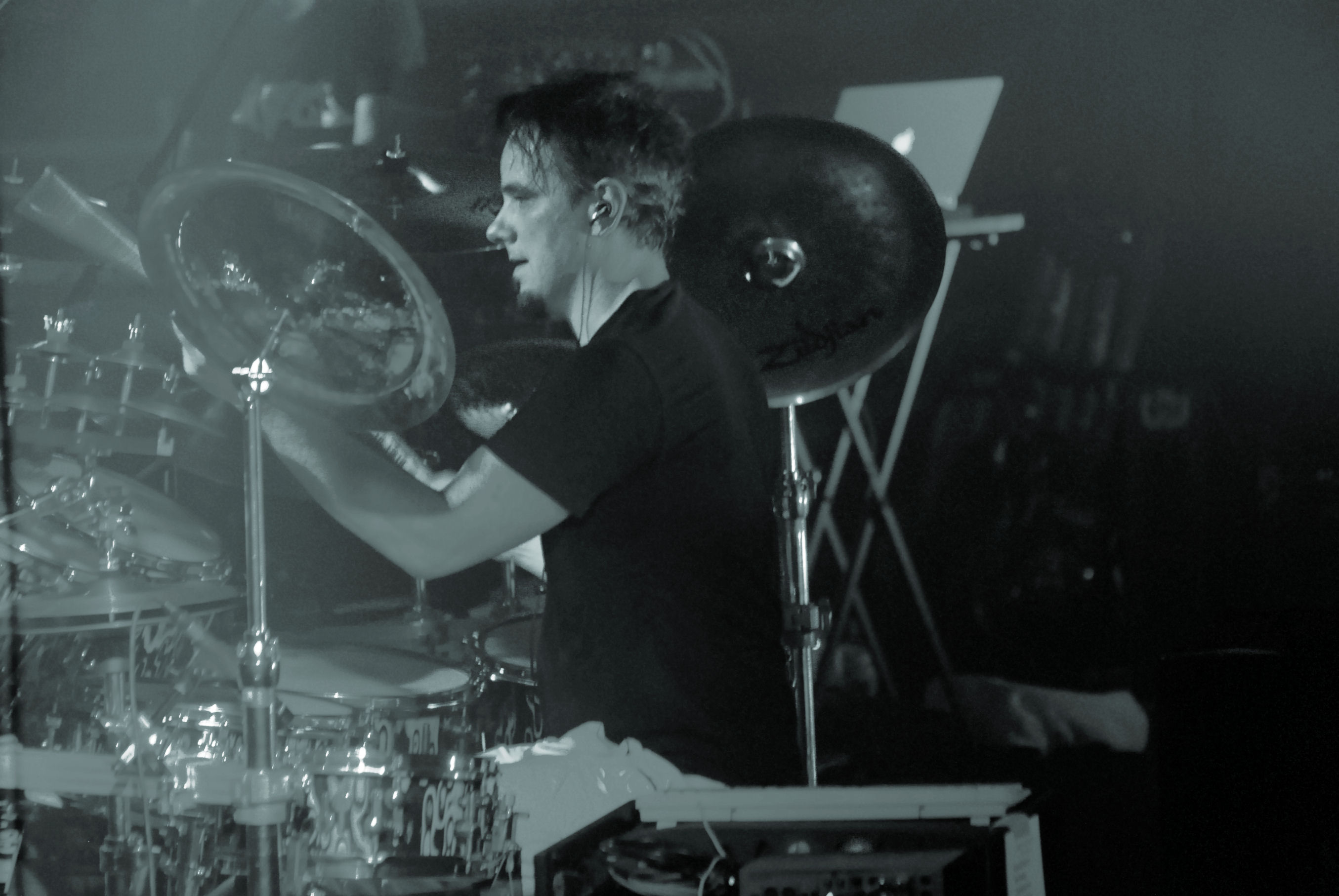
Gavin Harrison, 7 lipca 2007

### Albumy studyjne
| 1992                           | On the Sunday of Life... - Data: maj 1992 - Wydawca: Delerium/Snapper Music   | –   | –  | –  | –  | –   | –  | –   | –  | –  | –  |
| 1993                           | Up the Downstair - Data: maj 1993 - Wydawca: Delerium/Snapper Music           | –   | –  | –  | –  | –   | –  | –   | –  | –  | –  |
| 1995                           | The Sky Moves Sideways - Data: luty 1995 - Wydawca: Delerium                  | –   | –  | –  | –  | –   | –  | –   | –  | –  | –  |
| 1996                           | Signify - Data: wrzesień 1996 - Wydawca: Delerium                             | –   | –  | –  | –  | –   | –  | –   | –  | –  | –  |
| 1999                           | Stupid Dream - Data: 6 kwietnia 1999 - Wydawca: Snapper Music                 | –   | –  | –  | –  | –   | –  | –   | –  | –  | –  |
| 2000                           | Lightbulb Sun - Data: 22 maja 2000 - Wydawca: Snapper Music                   | –   | –  | –  | –  | –   | –  | 161 | –  | –  | –  |
| 2002                           | In Absentia - Data: 24 sierpnia 2002 - Wydawca: Lava Records                  | –   | –  | –  | –  | 143 | –  | –   | 47 | 64 | –  |
| 2005                           | Deadwing - Data: 28 marca 2005 - Wydawca: Lava Records                        | 132 | 26 | –  | 56 | 100 | –  | 113 | 9  | 52 | –  |
| 2007                           | Fear of a Blank Planet - Data: 16 kwietnia 2007 - Wydawca: Roadrunner Records | 59  | 38 | 34 | 13 | 70  | 16 | 31  | 11 | 21 | 41 |
| 2009                           | The Incident - Data: 14 września 2009 - Wydawca: Roadrunner Records           | 25  | 23 | 19 | 5  | 35  | 11 | 23  | 5  | 17 | 20 |
| 2022                           | Closure/Continuation - Data: 24 czerwca 2022 - Wydawca: Music for Nations     | 90  | 13 | 25 | 1  | –   | 2  | 2   | 5  | 1  | 1  |
| „–” pozycja nie była notowana. |                                                                               |     |    |    |    |     |    |     |    |    |    |

### Single
| 1992                           | Voyage 34                       | –   | —  | –                      |
| 1993                           | Voyage 34: Remixes              | –   | —  | –                      |
| 1994                           | Moonloop                        | –   | —  | The Sky Moves Sideways |
| 1996                           | Waiting                         | –   | —  | Signify                |
| 1999                           | Piano Lessons                   | 164 | —  | Stupid Dream           |
| 1999                           | Stranger by the Minute          | 138 | —  | Stupid Dream           |
| 1999                           | Pure Narcotic                   | 175 | —  | Stupid Dream           |
| 2000                           | Four Chords That Made a Million | 95  | —  | Lightbulb Sun          |
| 2000                           | Shesmovedon                     | 93  | —  | Lightbulb Sun          |
| 2005                           | Lazarus                         | –   | 91 | Deadwing               |
| "—" pozycja nie była notowana. |                                 |     |    |                        |

### Albumy koncertowe
| 1994                           | Spiral Circus (CS) - Data: kwiecień 1994 - Wydawca: Delerium                                        | –  | –  | –  | –  | –  | –  |
| 1997                           | Coma Divine – Recorded Live in Rome (CD) - Data: październik 1997 - Wydawca: Delerium/Snapper Music | –  | –  | –  | –  | –  | –  |
| 2003                           | XM (CD) - Data: 2003 - Wydawca: Transmission                                                        | –  | –  | –  | –  | –  | –  |
| 2004                           | Warszawa (CD) - Data: luty 2004 - Wydawca: Transmission                                             | –  | –  | –  | –  | –  | –  |
| 2005                           | XMII (CD) - Data: 2005 - Wydawca: Transmission                                                      | –  | –  | –  | –  | –  | –  |
| 2006                           | Rockpalast (2CD) - Data: lipiec 2006 - Wydawca: Transmission                                        | –  | –  | –  | –  | –  | –  |
| 2006                           | Arriving Somewhere... (2DVD/2CD) - Data: 21 sierpnia 2006 - Wydawca: Snapper Music/Kscope           | 36 | –  | –  | –  | –  | 18 |
| 2008                           | We Lost the Skyline (CD) - Data: 18 lutego 2008 - Wydawca: Transmission                             | –  | –  | –  | –  | –  | –  |
| 2009                           | Ilosaarirock (CD) - Data: marzec 2009 - Wydawca: Transmission                                       | –  | –  | –  | –  | –  | –  |
| 2010                           | Anesthetize (DVD/Blu-ray/2CD) - Data: 20 maja 2010 - Wydawca: Kscope                                | –  | –  | –  | 74 | –  | 6  |
| 2010                           | Atlanta (CD) - Data: czerwiec 2010 - Wydawca: Kscope                                                | –  | –  | –  | –  | –  | –  |
| 2012                           | Octane Twisted (2CD) - Data: 5 listopada 2012 - Wydawca: Kscope                                     | –  | 86 | 68 | 77 | 70 | –  |
| „–” pozycja nie była notowana. | |    |    |    |    |    |    |

### Minialbumy
| 1994                           | Moonloop - Data: październik 1994 - Wydawca: Delerium, C+S Records              | –   | –   | – |
| 1994                           | Staircase Infinities - Data: grudzień 1994 - Wydawca: Lazy Eye, Blueprint       | –   | –   | – |
| 2003                           | Futile - Data: lipiec 2003 - Wydawca: Lava Records                              | –   | –   | – |
| 2007                           | Nil Recurring - Data: 17 września 2007 - Wydawca: Transmission, WHD, Peaceville | 114 | 100 | 5 |
| „–” pozycja nie była notowana. |                                                                                 |     |     |   |

### Kompilacje
- Metanoia (1998)
- Voyage 34: The Complete Trip (2000)
- Recordings (2001)
- Stars Die – The Delerium Years 1991–1997 (2002)

### Wydawnictwa limitowane
- Tarquin’s Seaweed Farm (1989)
- The Love, Death & Mussolini (1990)
- The Nostalgia Factory (1991)
- Yellow Hedgerow Dreamscape (1994)
- Ambient Babylon (1997)
- Insignificance (1997)
- Coma Divine II (1999)
- Stars Die - Rare And Unreleased (1999)
- Tonefloating: The Use of Ashes vs Steven Wilson (2000)
- Transmission IV (2001)
- Porcupine Tree Sampler 2005 (2005)
- Porcupine Tree Sampler 2008 (2008)

## Teledyski
| Rok  | Tytuł                    | Reżyseria          |
| ---- | ------------------------ | ------------------ |
| 1999 | „Piano Lessons”          | Mike Bennion       |
| 2002 | „Strip The Soul”         | –                  |
| 2002 | „Wedding Nails”          | Lasse Hoile        |
| 2003 | „Blackest Eyes”          | Lasse Hoile        |
| 2005 | „Lazarus”                | Lasse Hoile        |
| 2007 | „Fear Of A Blank Planet” | Lasse Hoile        |
| 2007 | „Way Out Of Here”        | Lasse Hoile        |
| 2008 | „Normal”                 | Lasse Hoile        |
| 2009 | „Time Flies”             | Lasse Hoile        |
| 2010 | „Bonnie the Cat”         | Przemyslaw Vshebor |

## Koncerty w Polsce[24]
- 01.10.1997 – Filharmonia Krakowska
- 02.10.1997 – Filharmonia Pomorska, Bydgoszcz
- 03.10.1997 – Chatka Żaka, Lublin
- 12.05.1999 – Klub „Stodoła”, Warszawa
- 13.05.1999 – Kinoteatr Związkowiec, Kraków
- 14.05.1999 – Centrum Kultury, Lublin
- 15.05.1999 – Filharmonia Pomorska, Bydgoszcz
- 09.10.2000 – Hala Astoria, Bydgoszcz
- 10.10.2000 – Hala Wisły Kraków, Kraków
- 04.04.2001 – CK Zamek, Poznań
- 05.04.2001 – Klub Proxima, Warszawa
- 06.04.2001 – Muzyczne Studio Polskiego Radia im. Agnieszki Osieckiej, Warszawa
- 07.04.2001 – Faraon, Łódź
- 08.04.2001 – Kinoteatr UPC, Kraków
- 08.04.2003 – Hala Wisły Kraków, Kraków
- 09.04.2003 – Filharmonia Pomorska, Bydgoszcz
- 10.04.2003 – Klub Proxima, Warszawa
- 14.04.2005 – Filharmonia Pomorska, Bydgoszcz
- 15.04.2005 – Hala Wisły Kraków, Kraków
- 16.11.2005 – Hala Anilana, Łódź
- 06.07.2007 – Klub „Stodoła”, Warszawa
- 07.07.2007 – Hala Wisły Kraków, Kraków
- 28.11.2007 – Hala Arena, Poznań
- 28.10.2009 – Hala Orbita, Wrocław
- 17.07.2010 – Wytwórnia Toya Studios, Łódź
- 30.10.2022 – Hala Spodek, Katowice.